# Ferdows
Ferdows (Perzisch: فردوس) is het centrum van het district Ferdows in het noorden van de Iraanse provincie Khorāsān-e Janūbī. In 2005 woonden er ongeveer 25.000 mensen en in de omgeving 65.000. De plaats ligt op 345 km van Mashhad. Ferdows heette vroeger "Taban" (of schijnend; تابان in het Farsi) en later werd de naam Toon. Toon werd geplunderd en vernietigd door de Mongolen in 1239. De naam Toon is veranderd in Ferdows in de 20e eeuw. Ferdows bestaat uit twee delen: Het centrale deel, met de stad Ferdows en Boshrooyeh. Ferdows is bekend om haar uitstekende saffraan en granaatappels. De Ferdows Hot Mineral Spring is een attractie.

## Bezienswaardigheden
Op de locatie van de voormalige stad Toon, bevinden zich nog enkele historische bouwwerken uit die stad.
- Vrijdagmoskee van Ferdows
- Religieuze School van Ferdows

## Afbeeldingen

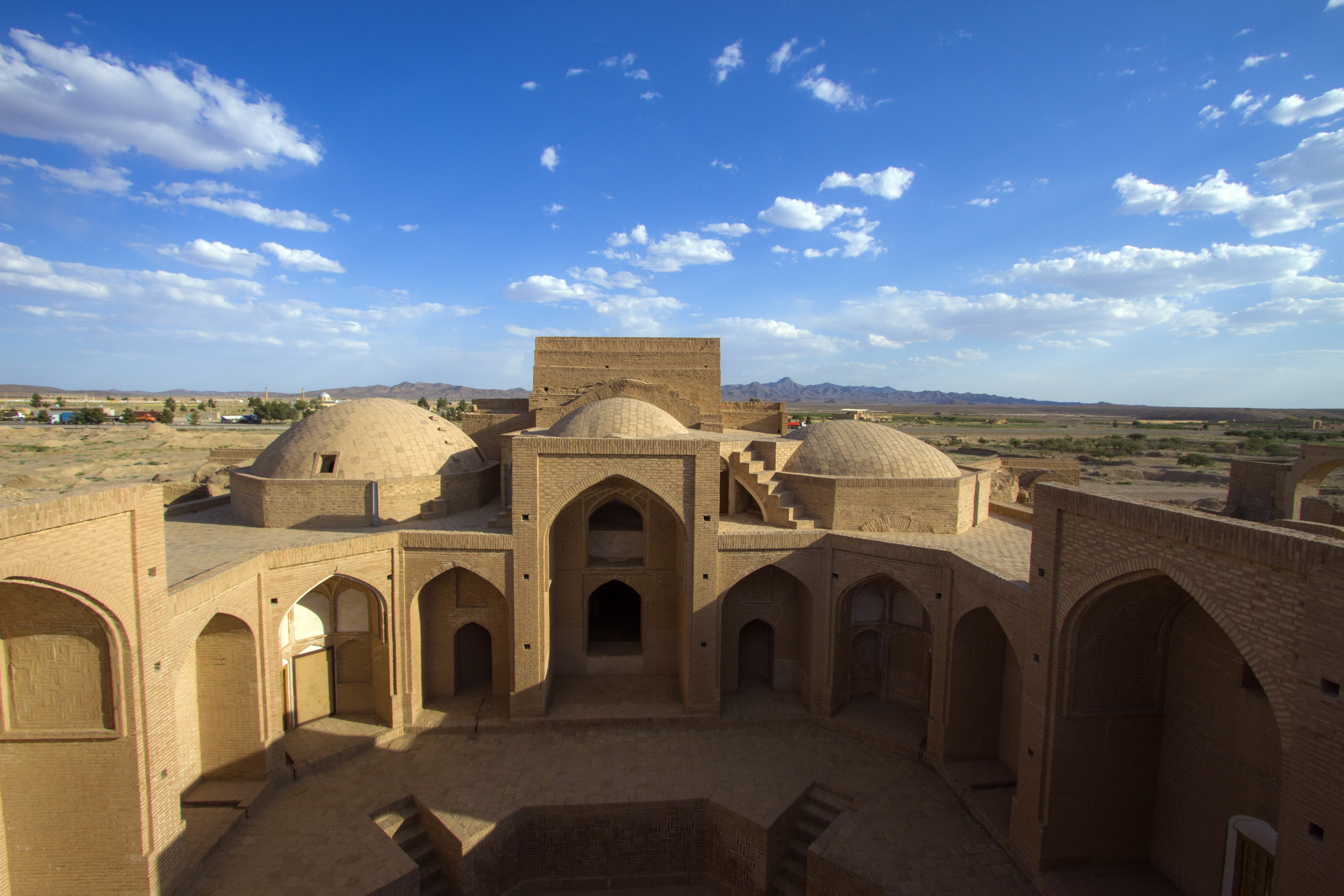
Upper School of History
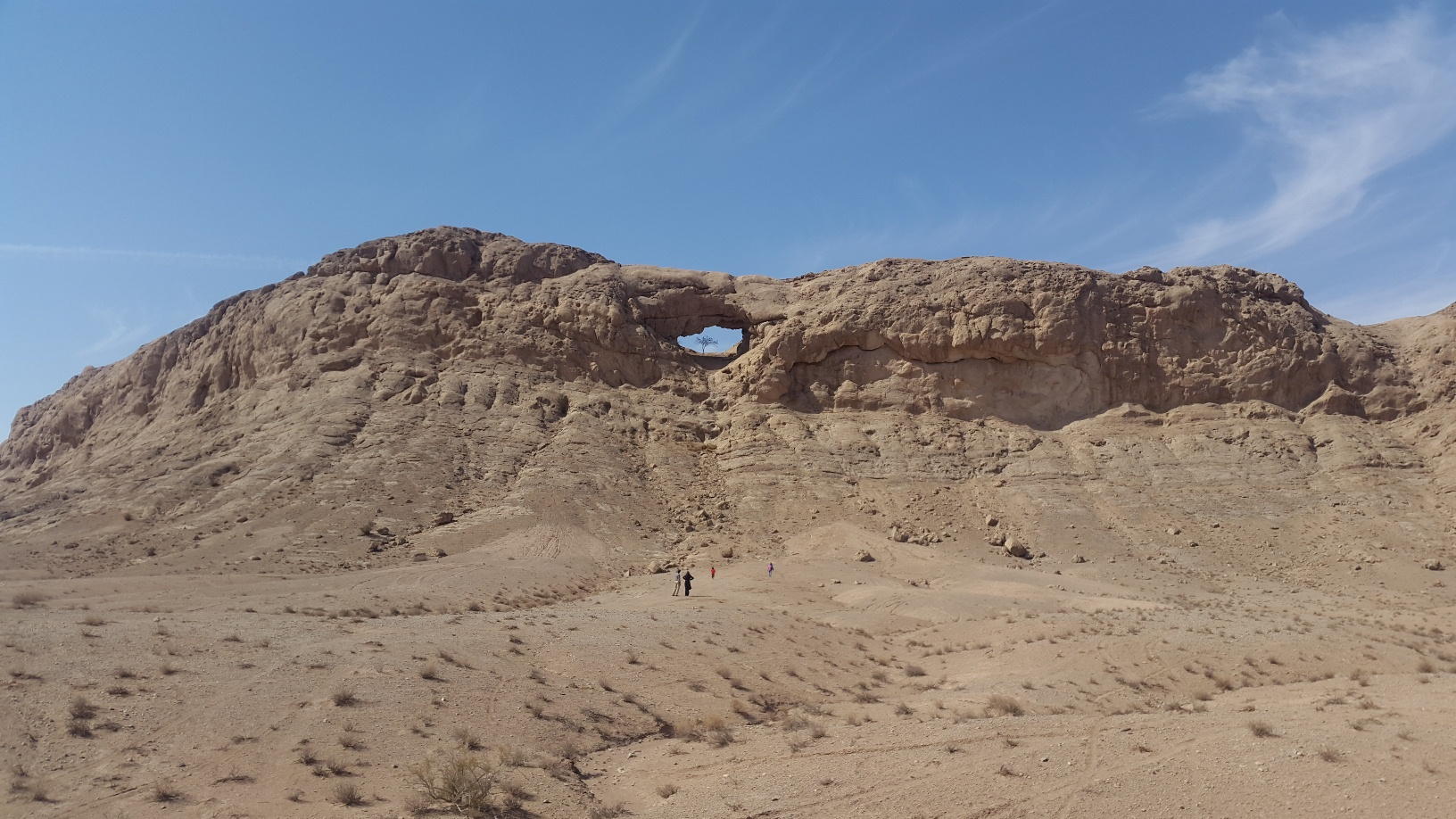
Promenade in Ferdows